# Somontín (kommunhuvudort)
Somontín är en kommunhuvudort i Spanien.   Den ligger i provinsen Provincia de Almería och regionen Andalusien, i den södra delen av landet, 400 km söder om huvudstaden Madrid. Somontín ligger 821 meter över havet och antalet invånare är 552.
Terrängen runt Somontín är kuperad. Runt Somontín är det ganska glesbefolkat, med 27 invånare per kvadratkilometer. Närmaste större samhälle är Tíjola, 6,4 km sydväst om Somontín. Omgivningarna runt Somontín är i huvudsak ett öppet busklandskap.